# Hoogzand
Hoogzand (Fries: It Heechsân, [ət’he:xsɔ:n]) is een buurtschap in de gemeente Tietjerksteradeel in de Nederlandse provincie Friesland. Het ligt ten noorden van Oostermeer (Eastermar), waar het ook onder valt.
De buurtschap ligt op het eind van een morene op zandgrond drie meter hoger dan het Bergumermeer. Hoogzand wordt ook Hoogzand-Oostermeer genoemd. Het is van oorsprong de dorpskern van Oostermeer geweest. Hoogzand kan ook als dorp worden geduid. Het heeft ook eigen blauwe komborden, maar zowel de gemeente als de bewoners noemen het vaker een buurtschap.
De oude kerk van Oostermeer werd in Hoogzand gebouwd. In de tweede helft van de 19e eeuw werd de kerk afgebroken, maar de toren bleef gespaard. Ook de vervangende kerk werd, enkele honderden meters zuidelijker, in Hoogzand gebouwd. De eerste vermelding van de plaats dateert van 1422 als Aestermer, in het Oudfries. In 1447 werd het in het Nederlands als Oestmeer vermeld.
In 1453 werd de plaats vermeld als aestemer. In de 16e eeuw ontstond er bij de haven aan de Lits een tweede kern, dit mede door de vervening van het oude dorpsgebied. Oostermeer kende toen twee kernen.
In 1579 werd de plaats vermeld als Ostermeer en in 1786 Oostermeer en Aestmar. In de 17e eeuw duidde men Hoogzand als Burthe aan, wat men associeert met dat het het centrum van het dorp was. Dat veranderde in de 19e eeuw. Het was toen ook dat de plaatsnaam Hoogzand opdook en dat de tweede kern standaard Oostermeer werd genoemd, nadat het eerder De Wâl was genoemd. Desondanks werden de twee kernen als een geheel gezien. Zo bleef Hoogzand een buurtschap van de kern aan de Lits, omgekeerd met de eeuwen daarvoor.

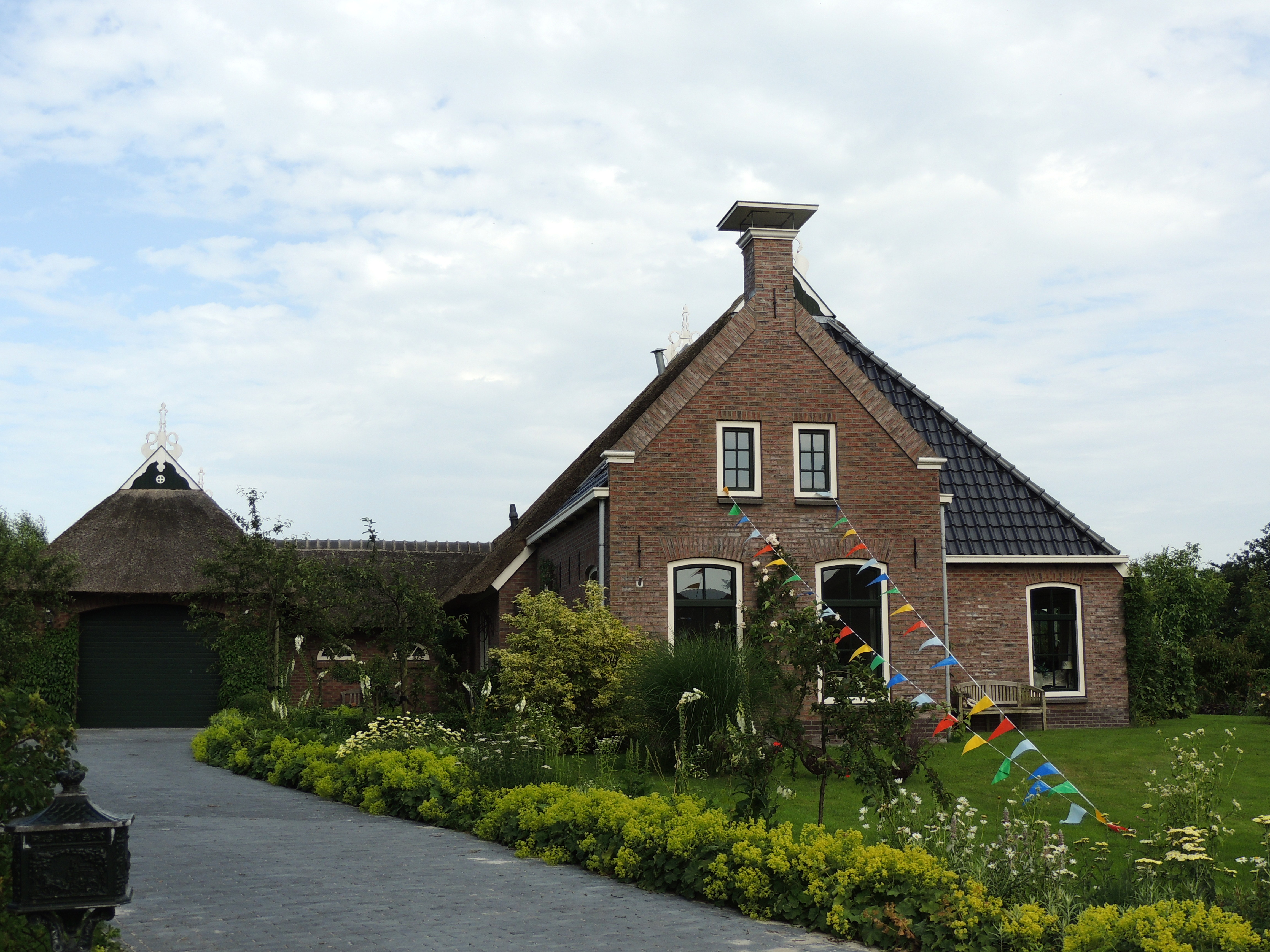
Boerderij

Steden, dorpen en gehuchten: Bartlehiem (deels) · Bergum · Eastermar · Eernewoude · Eestrum · Garijp · Giekerk · Hardegarijp · Molenend · Noordbergum · Oenkerk · Oudkerk · Rijperkerk · Suameer · Suawoude · Tietjerk · Veenwoudsterwal (deels) · Wijns

Buurtschappen: De Joere · Giekerkerhoek · Hoogzand · Iniaheide · Kleinegeest · Kuikhorne (deels) · Noordermeer · Quatrebras · Schuilenburg · Siegerswoude · Sumarreheide (Suameerderheide) · Tergracht (deels) · Witveen · Zevenhuizen · Zwartewegsend

Friesland: Steden en dorpen      Nederland: Provincies · Gemeenten